# همپتنویل (کارولینای شمالی)
همپتنویل (به انگلیسی: Hamptonville) یک منطقهٔ مسکونی در ایالات متحده آمریکا است که در شهرستان یادکین، کارولینای شمالی واقع شده‌است.